# Левенок Всеволод Протасович
Всеволод Протасович Левенок (1906 - 1985) - радянський археолог, Співробітник Ленінградського відділення Інституту історії матеріальної культури АН СРСР. Кандидат історичних наук (1970). 

## Біографія
Всеволод Левенок народився 19 червня 1906 року у місті Трубчевські у родині українців Сіверщини, за професією вчителя. У 1925 - 1930 роках навчався на живописному факультеті Художнього технікуму в Вороніжі, який успішно закінчив. До 1934 року працював вчителем малювання в одній зі шкіл Вороніжа; паралельно був художником Воронізького краєзнавчого музею. 
На початку 1930-х років Левенок разом з науковими співробітниками Воронізького краєзнавчого музею Д. Д. Леоновим та М.В. Валукинським брав участь в археологічних розвідках на Середньому Наддонні та по річках Вороніж й Битюг. 
З 1935 року - директор Трубчевського краєзнавчого музею. 
З 1936 року Левенок бере участь у Деснянській експедиції професора М. В. Воєводського, Навлінській експедиції Смоленського музею, веде власні археологічні розвідки та розкопки. Зокрема, він досліджував городища юхнівської культури ранньої залізної доби, в тому числі Радутинське городище, поселення в гирлі річки Вабля, Трубчевське городище, Селецьке дюнне поселення та інші. 
Він обстежив й відкрив стоянку групи Жерено, досліджував курганний могильник Кветунь-1. 
Основні роботи Всеволода Левенка були зосереджені на території Брянської та Липецької областей, де він відкрив в цілому понад 600 пам'яток археології. 
За участь у німецько-радянській війні нагороджено медаллю «За перемогу над Німеччиною у Великій Вітчизняній війні 1941-1945 рр.» (1945). 
20 січня 1985 року Левенок помер у своїй квартирі на Васильєвському острові в Ленінграді. 

## Липецьк
У 1958 році в складі костенківського палеолітичної експедиції Всеволод Левенок очолював розвідувальний загін, який пройшов маршрут від Нововоронежа до Кам'яно-Верхівки. У 1959 році Липецький краєзнавчий музей спільно з Ленінградським відділенням Інституту історії матеріальної культури АН СРСР організував Верхньо-Донський неолітичний загін (з 1962 року - Верхньо-Донська експедиція), керівником якого став Левенок. 
У 1959 році було відкрито понад 100 пам'яток, а до 1968 році - понад 400. В першу чергу досліджувалася територія в заплаві річки Матира, яку віддали під Матирське водосховище. 
У процесі цих робіт були також вперше знайдені пам'ятники середньокам'яної доби на Верхньому Наддонні, повністю вивчена Долговська неолітична стоянка, частково досліджений найпівнічніший сарматський курганний могильник (Ново-Никольський). 
У 1960 році були проведені археологічні дослідження на Липецькому городищі. Повторні дослідження, що підтвердили велике наукове значення пам'ятника, проводилися Верхньо-Донською археологічною експедицією в 1975 й у 1983 роках. 
За внесок в Липецьку археологію В. П. Левенок був удостоєний звання почесного члена Данковського краєзнавчого товариства, а у 1968 році він став почесним громадянином міста Липецька. 